# 貝塔富區
19°50′24″S 46°51′18″E / 19.84°S 46.855°E

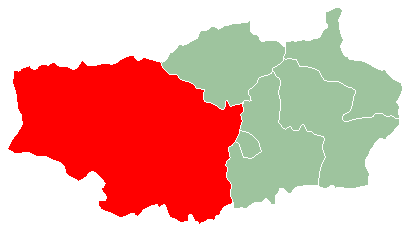

貝塔富區，是馬達加斯加的行政區，位於該國中部，由瓦卡南卡拉特拉負責管轄，首府設於貝塔富，面積8,994平方公里，2011年人口241,369人，人口密度每平方公里27人。